# المودة (المنيا)
قرية المودة هي إحدي القرى التابعة لمركز بني مزار بمحافظة المنيا في جمهورية مصر العربية. حسب إحصاءات سنة 2006، بلغ إجمالي السكان في المودة 3151 نسمة، منهم 1623 رجل و1528 امرأة.